# Truus van der Plaat
Truus van der Plaat (Geldermalsen) va ser una ciclista neerlandesa que va competir entre 1970 i 1980. Del seu palmarès una medalla de plata al Campionat del món de velocitat de 1979 per darrere de Galina Tsariova.

## Palmarès
- 1978
  -  Campiona dels Països Baixos en Velocitat